# Vincenzo Mangiacapre
Vincenzo Mangiacapre (Marcianise, 17 gennaio 1989) è un ex pugile italiano, medaglia di bronzo alle Olimpiadi di Londra 2012.

## Biografia
Mangiacapre è nato a Marcianise, in provincia di Caserta, nel 1989. Ha cominciato a praticare il pugilato nella palestra Excelsior Boxe nella sua città natale, allenato da Domenico Brillantino. Successivamente è entrato a far parte della squadra Gruppo Sportivo Fiamme Azzurre, appartenente al corpo di polizia penitenziaria. Nel corso delle olimpiadi di Londra 2012 è stato allenato dagli allenatori della selezione nazionale Francesco Damiani e Raffaele Bergamasco.

## Carriera pugilistica
Ha vinto, nella categoria dei pesi superleggeri, la medaglia di bronzo ai mondiali di pugilato del 2011 disputati a Baku e agli europei del 2011 disputati ad Ankara. Il piazzamento ottenuto nel corso dei mondiali di Baku 2011 gli è valso la qualificazione per i giochi olimpici di Londra 2012, dove è arrivato fino alla semifinale, persa contro il pugile cubano Roniel Sotolongo, ottenendo comunque il bronzo.
Si ritira dalla boxe il 30 ottobre 2021.

### Principali incontri disputati
Statistiche aggiornate al 10 settembre 2012.
| Evento    | Edizione    | Categoria             | Trentaduesimi                        | Sedicesimi                     | Ottavi                             | Quarti                                         | Semifinale                               | Finale          | Pos. | Note  |
| --------- | ----------- | --------------------- | ------------------------------------ | ------------------------------ | ---------------------------------- | ---------------------------------------------- | ---------------------------------------- | --------------- | ---- | ----- |
| Europei   | Mosca 2010  | Superleggeri (-64 kg) | N.D.                                 | Bye                            | Michał Syrowatka ( Polonia) V 6-1  | Gyula Káté ( Ungheria) P 4-9                   | non qualificato                          | non qualificato | 5º   | [ 3 ] |
| Europei   | Ankara 2011 | Superleggeri (-64 kg) | N.D.                                 | Bye                            | Cetin Ozdemir ( Turchia) V 25-19   | Gyula Káté ( Ungheria) V 22-14                 | Thomas Stalker ( Inghilterra) P wo       | non qualificato |      | [ 4 ] |
| Mondiali  | Baku 2011   | Superleggeri (-64 kg) | Sisira Ruwangala ( Sri Lanka) V 20-3 | Juan Romero ( Messico) V 24-14 | Zdeněk Chládek ( Rep. Ceca) V 16-9 | Uranchimegiin Mönkh-Erdene ( Mongolia) V 16-11 | Éverton Lopes ( Brasile) P 7-16          | non qualificato |      | [ 5 ] |
| Olimpiadi | Londra 2012 | Superleggeri (-64 kg) | N.D.                                 | Bye                            | Gyula Káté ( Ungheria) V 20-14     | Daniyar Yeleussinov ( Kazakistan) V 16-12      | Roniel Iglesias Sotolongo ( Cuba) P 8-15 | non qualificato |      | [ 6 ] |